# Дуберштейн Борис Самійлович
Дуберштейн Борис Самійлович (3 серпня 1900, Одеса — 19 квітня 1963)  — український і російський режисер-документаліст.
Народився 3 серпня 1900 р. в Одесі в родині слюсаря. Закінчив Єврейське училище в Одесі (1910) та партшколу (1928). Працював у Харкові в системі ВУФКУ, а в 1924—1941 рр. — режисером науково-популярних фільмів й заступником директора Одеської кіностудії. Після ліквідації тут сектора навчальних стрічок став режисером Новосибірської, а потім — Свердловської кіностудій.

## Фільмографія
Створив в Україні фільми:
- «Боротьба з ховрахами» (1925),
- «Кенаф» (1929),
- «Соняшник і його промислове значення» (1930),
- «Бавовна на Україні»,
- «Як сіяти бавовну»,
- «Що роблять з бавовни» (1932),
- «Курс гірської промисловості»,
- «Комбайн Комунар» (1933),
- «Сап і боротьба з ним» (1934),
- «Метод укладача Іщенка»,
- «Туберкульоз рогатої худоби» (1935),
- «Колгоспи — мільйонери України»,
- «Капремонт тракторів СТЗ — ХТЗ» (1938),
- «По звільненій Бессарабії» (1940).